# (1754) Cunningham
(1754) Cunningham est un astéroïde de la ceinture principale extérieure découvert le 29 mars 1935 à Uccle par l'astronome belge Eugène Joseph Delporte.

## Historique
Sa désignation provisoire, lors de sa découverte le 29 mars 1935, était 1935 FE.

## Caractéristiques
Sa distance minimale d'intersection de l'orbite terrestre est de 2,288 290 ua.